# Ugo Cavallero
Ugo Cavallero, född den 20 september 1880 i Piemonte, Italien, död den 13 september 1943 i Lazio, var italiensk militär.

## Biografi
Cavallero hade en privilegierad barndom som medlem av en familj ur italienska adeln. Efter att ha genomgått militär utbildning fick han tjänst som fänrik år 1900. Han genomgick senare college där han tog en examen i matematik 1911.
År 1915 överfördes Cavallero till den italienska, militära ledningen, där han som skicklig organisatör och taktiker utsågs till brigadgeneral och chef för den operativa ledningen 1918.
Han avgick från armén 1919, men återinträdde 1925 då han blev Benito Mussolinis krigsminister. Som engagerad fascist utsågs han 1926 till senator och 1927 till generalmajor. 
Efter att ha lämnat armén en andra gång var han involverad affärslivet och i diplomatiska aktiviteter under 1920 – 30-talen. Cavallero återvände 1937 till armén en tredje gång, nu befordrad till generallöjtnant, och blev 1938 befälhavare över de italienska styrkorna i italienska Östafrika.
Han efterträdde Pietro Badoglio som generalstabschef 1940 efter Italiens inträde i andra världskriget och ledde 1941 personligen den italienska Balkan-armén. År 1942 var han överbefälhavare för den italienska Afrika-armén, men avgick 1943 efter nederlaget mot västmakterna.
Efter fascisternas fall föll han, trots sin försäkran om att han föraktade både Mussolini och fascismen, i onåd hos både tyskarna och den nya italienska regeringen, vilket drev honom till självmord den 13 september 1943.

## Utmärkelser
- Riddarkorset av järnkorset, 1942